# 山本愛星
山本 愛星（やまもと あいしゃ、1992年7月7日 - ）は、日本の元子役。大阪府出身。
ジョーズカンパニー出身。以前は南青山少女歌劇団の妹グループ「Nansho Kids」に所属していた。

## 出演

### テレビ
- はみだし刑事情熱系（1999年）
- 女と愛とミステリー 夏樹静子サスペンス 最後に愛を見たのは（2001年）
- クニミツの政（2003年）
- ダムド・ファイル（2003年）

### 舞台
- キャンディ・キャンディ - キャンディ 役 ※主演
- 美少女戦士セーラームーン（2002年） - ちびうさ / セーラーちびムーン 役

### CM
- タカラ ぴちぴちピッチ スターアイズミラー（2003年）